# Trivia monacha
Trivia monacha  (лат.) — вид морских брюхоногих моллюсков из семейства Triviidae, обитающий в Средиземном море и Атлантике до Северного моря.

## Описание
Раковина моллюска полукруглой формы, от грязно-белого до красноватого или светло-коричневого цвета с тремя тёмными крапинами на поверхности. Поверхность раковины имеет тонкое рифление, в отличие от представителей других семейств, поверхность раковины которых гладкая, либо снабжена колючками. Последний завиток зарастает и закрывает все предыдущие старые завитки. Устье раковины длинное и тонкое. Внешне вид похож на Trivia arctica, чья раковина чисто белого цвета.

## Распространение
Моллюск живёт на твёрдом грунте в Средиземном море и Атлантике до Северного моря.

## Образ жизни
При помощи тёрки моллюск питается асцидиями (Botryllus schlosseri, Botrylloides leachi и Diplosoma listerianum). Внутренняя часть асцидий служит моллюскам в качестве капсул для кладки, куда они откладывают до 800 яиц.